# Маффеи, Клара
Елена Клара Антония Каррара Маффеи или Кьярина Маффеи (до замужества — Спинелли; итал. Clara Maffei; 13 марта 1814, Бергамо — 13 июля 1886, Милан) — итальянская графиня, светская львица, хозяйка литературного салона.

## Биография
В 17-летнем возрасте вышла замуж за поэта и либреттиста Андреа Маффеи. В 1846 году пара рассталась по обоюдному согласию. Имела длительные близкие отношения с критиком Карло Тенком.

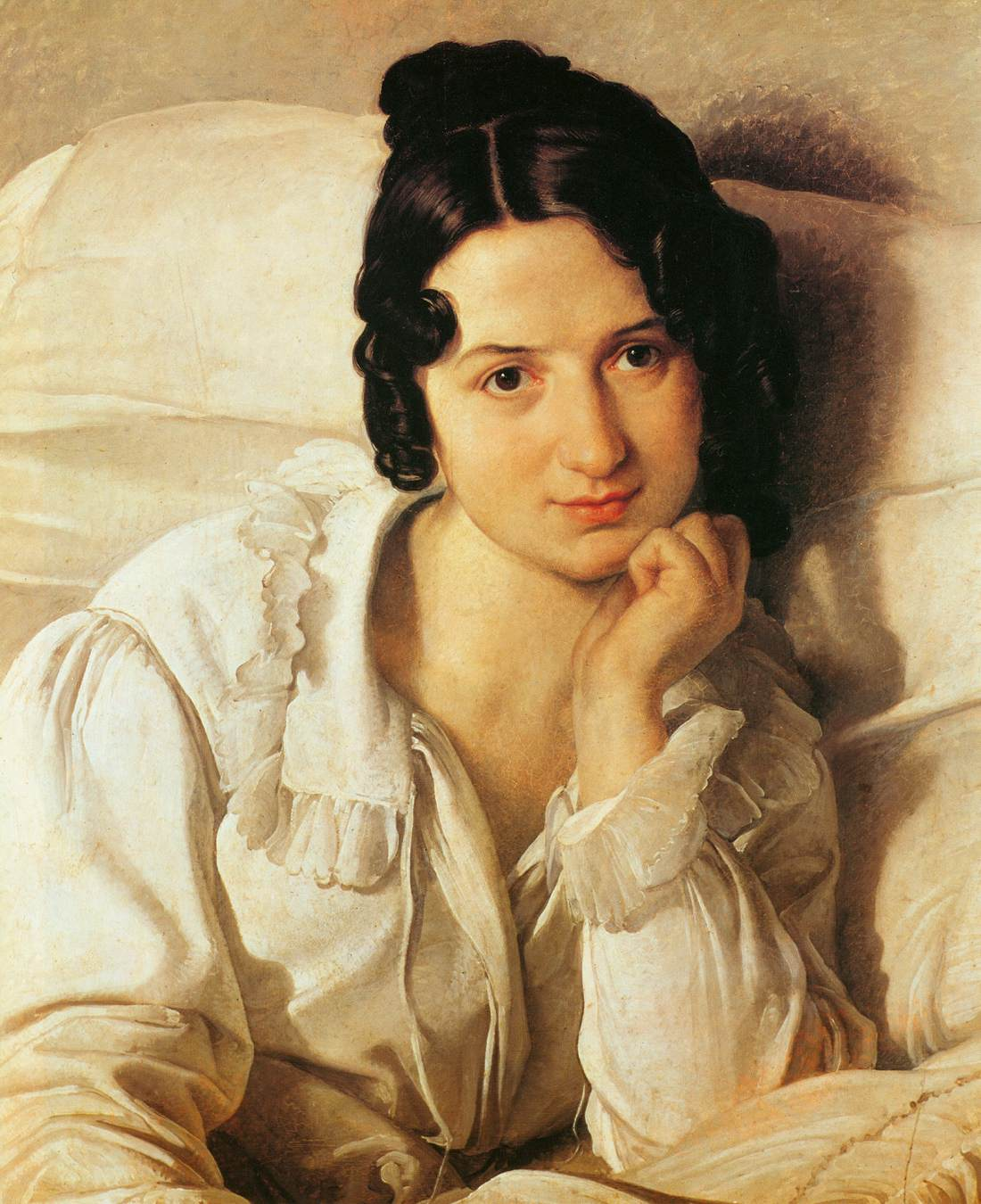

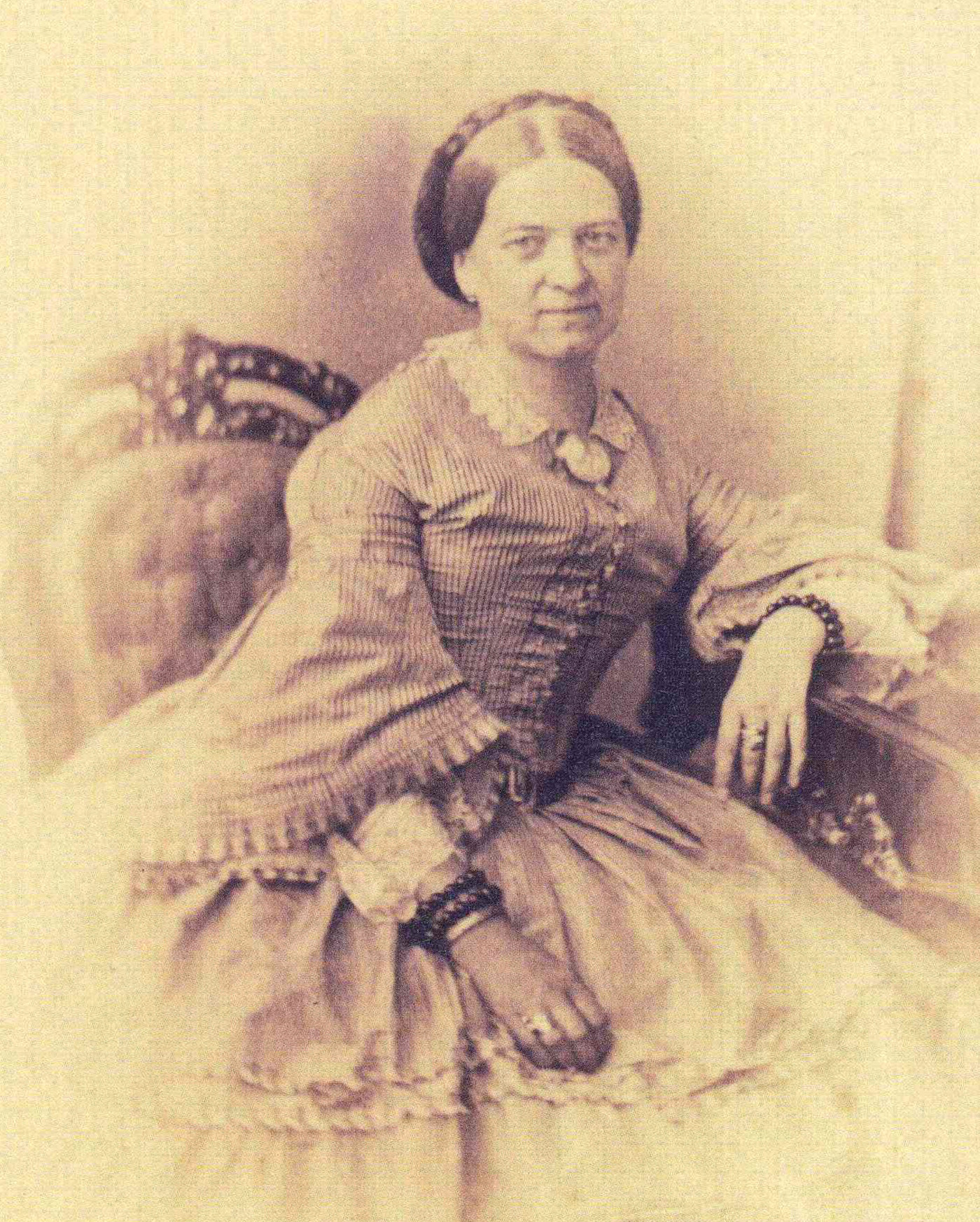
Графиня К. Маффеи в преклонном возрасте

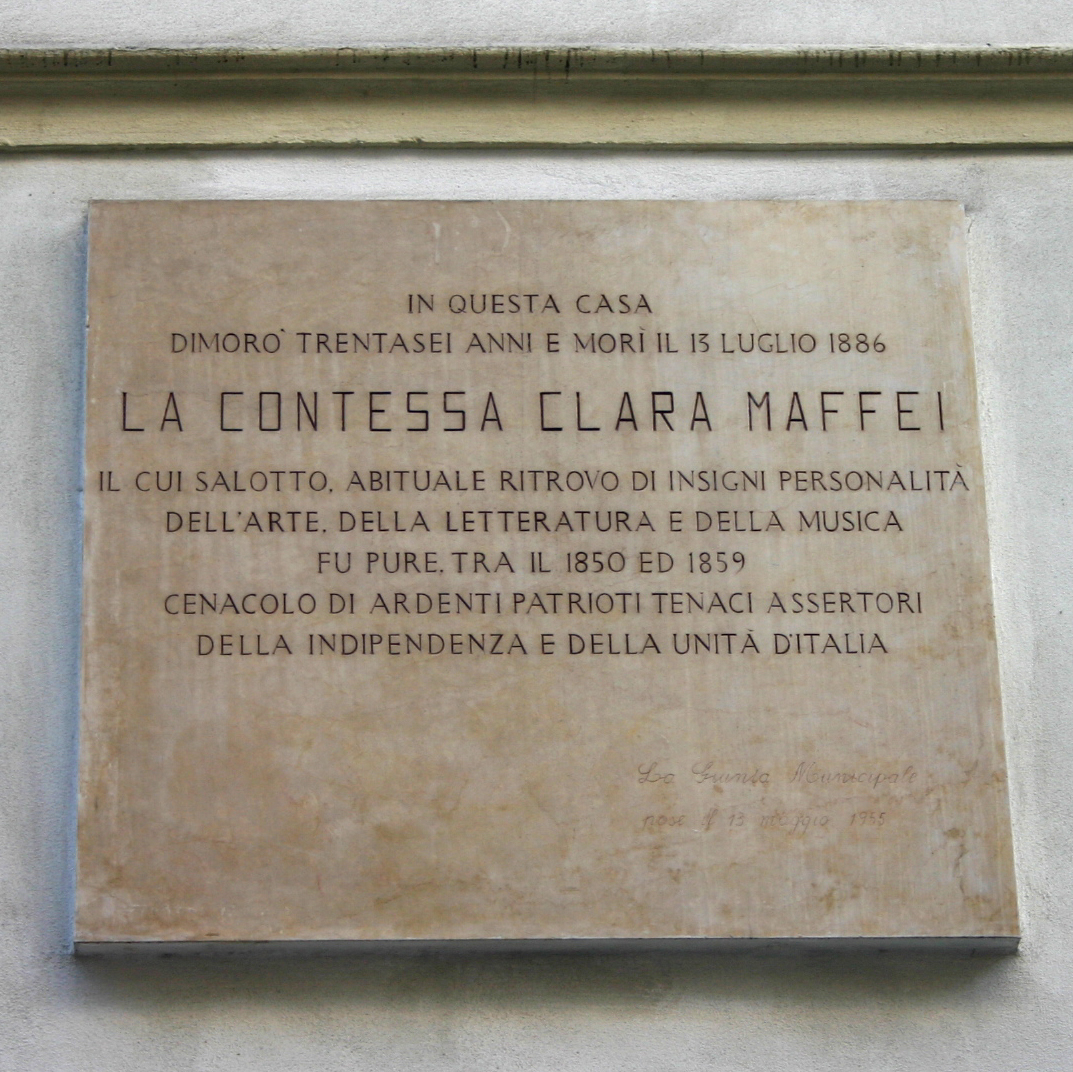
Мемориальная доска на дворце, где был «Salotto Maffei»

Знатная красавица. Прекрасно образованная молодая женщина собирала у себя светских людей. Оказывала покровительство литераторам, художникам и музыкантам, активно участвуя в культурной жизни страны.
С 1834 года была хозяйкой салона Salotto Maffei в Милане, гостями которого были многие деятели Рисорджименто, культуры и науки Италии, в том числе, Алессандро Мандзони, Антонио Розмини-Сербати, Винченцо Монти, Джованни Прати, Марио Раписарди, Франческо Айецом (который написал портрет Клары). Гостями салона были Ференц Лист и Стендаль.
Бальзак посвятил ей свою повесть «Мнимая любовница». К. Маффеи дружила со многими замечательными людьми, особенно с Джузеппе Верди, с которым у неё были одинаковые взгляды на будущее Италии, и поэтессой Джанниной Милли.
Страстная патриотка, поддерживала связи с карбонариями и революционерами. Её салон был не только литературно-музыкальным, но и политическим.
Соперничала с графиней Юлией Самойловой за близкое знакомство с Карлом Брюлловым.
Умерла от менингита.